# Nologaten
Nologaten is een bestuurslaag in het regentschap Ponorogo van de provincie Oost-Java, Indonesië. Nologaten telt 4429 inwoners (volkstelling 2010).